# Крик Шалки
«Крик Ша́лки» (англ. Scream of the Shalka) — британский анимационный веб-сериал на основе научно-фантастического телесериала «Доктор Кто». Анимационный сериал является спецвыпуском к 40-летию телесериала и был первоначально выпущен в 6 частях с 13 ноября по 18 декабря 2003 года на сайте сериала «Доктор Кто».
Несмотря на то что «Крик Шалки» продолжает сюжетную историю оригинального телесериала 1963—1989 годов и телефильма 1996 года, возрождённый в 2005 году сериал игнорирует события анимационного сериала. Сценарий «Крика Шалки» написан Полом Корнеллом, автором различных книг, комиксов и аудиодрам по сериалу «Доктор Кто». Девятого Доктора озвучил Ричард Э. Грант, после нескольких лет слухов о том, что Грант может сыграть Доктора в фильме или новом сезоне, и он действительно ранее сыграл одну из инкарнаций Доктора в комедийном благотворительном выпуске «Доктор Кто и проклятие неизбежной смерти» (1999).
Впоследствии Грант появился в возрождённом сериале в роли Уолтера Симеона / Великого разума в эпизодах «Снеговики» (2012), «Колокола Святого Иоанна» и «Имя Доктора» (2013) 7-го сезона. Лицо Гранта также показано вместе с другими инкарнациями Доктора в эпизоде 14-го сезона «Плут» (2024). Дэвид Теннант, сыгравший небольшую роль смотрителя, в 2005 году стал Десятым Доктором. Дерек Джекоби вновь сыграл роль Мастера в эпизоде 3-го сезона «Утопия» (2007). Спутница Доктора Элисон Чени озвучена актрисой Софи Оконедо, которая появилась в роли Лиз 10 в эпизодах 5-го сезона «Зверь внизу» и «Пандорика открывается» (2010).

## Сюжет
ТАРДИС неожиданно материализуется в деревне Ланнет (Ланкашир, Англия) в 2003 году. Доктор живёт в версией Мастера в виде андроида, и тот ведёт себя как его союзник. В эту версию Мастера было перенесено сознание оригинального, но теперь он не может покинуть корабль. Доктор знакомится с Элисон Чени, местной барменшей. Здешние жители напуганы и не желают давать этому объяснения. На местность обрушивается землетрясение, убивая бездомную женщину и поглощая ТАРДИС лавой. Позднее Элисон признаётся, что видела инопланетян. Остальные жители решили оставаться внутри домов и не издавать звуков, которые привлекают существ. Доктор намеренно нападает на двух монстров, напоминающих червей, но они сбегают.
Доктор связывается с ЮНИТ, но говорит, что не хочет ввязываться и покинет это место, как только получит обратно ТАРДИС. Доктор вместе с отрядом ЮНИТ пытается пробраться к кораблю. На них нападают монстры. Доктор оказывается отделён от отряда и встречает Прайм, командиршу Конфедерации Шалка. Прайм называет людей низшими существами, которые должны быть покорены, и начинает вторжение на Землю. Прайм приказывает своим подчинённым убить Элисон, что вынуждает Доктора пойти на сделку. ТАРДИС выброшена в чёрную дыру, которую Шалка создала внутри Земли и которую они используют как портал для прихода дополнительных войск. Падая в чёрную дыру, Доктор осознаёт, что его телефон всё ещё связан с ТАРДИС, и исполльзует его для призыва корабля. Это позволяет Доктору и Мастеру изгнать Шалку из ТАРДИС в чёрную дыру. По неведомой причине Шалка отпускает Элисон на поверхность.
ЮНИТ эвакуирует деревню Ланнет. Доктор узнаёт, что один из Шалки был пойман и что они уязвимы перед чистым кислородом. Также он выясняет, что захватчики взяли под контроль жителей и заставляют их издавать инфразвуковые крики. Озоновый слой Земли разрушается, в то время как порабощённый Шалкой люди распространяются по всей планете. Доктор вместе с Элисон и Мастером направляются в подземное логово Шалки. Прайм сообщает им, что Шалка контролирует 80 % миров во Вселенной. Они живут под земной поверхностью за счёт вулканической энергии. Когда местная раса на грани экологической катастрофы, Шалка довершает дело без ведома остальной Вселенной.
Доктор проглатывает небольшую часть Шалки, которую он взял со лба Элисон. Он формирует с ней связь, перепрограммирует и использует полученные знания для подключения к их звуковой сети. Он вступает в «звуковую дуэль» с Прайм, которую специально проигрывает, чтобы Прайм подобралась ближе к пульту управления чёрной дырой и он бы смог отправить её на верную смерть. Доктор выкашливает часть Шалки, которую возвращает в голову Элисон, и она одолевает оставшуюся часть Шалки, прекратив крики. Доктор отключает её ненадолго, и она перепрограммирует крик для исцеления атмосферы.
На борту ТАРДИС Мастер говорит, что у Доктора уже давно не было настоящего живого спутника, а сам Доктор находится в ссылке. Доктор желает, чтобы Элисон стала его спутницей. Она решает покинуть Землю вместе с Доктором и повидать Вселенную.

## Производство
Сериал «Доктор Кто» прекратил вещание в 1989 году, и помимо благотворительных спецвыпусков, вернулся только в телефильме «Доктор Кто» 1996 года совместного американо-британского производства, который не набрал достаточных рейтингов для производства новых сезонов с США. Когда в июле 2003 года было объявлено о выходе «Крика Шалки» в ноябре, вероятность полноценного возвращения сериала на телевидение казалось маловероятным, и BBC Worldwide находилась в поиске потенциальной сделки ради очередного фильма. В итоге на сайте Би-би-си новый Доктор в «Крике Шалки» был первоначально официально объявлен Девятым Доктором.
В сентябре Лоррейн Хеггесси, руководитель BBC One, убедила BBC Worldwide в том, что их планам на фильм не суждено сбыться, и BBC Television необходимо дать возможность снять новый сезон. Был быстро достигнут договор с Расселлом Ти Дейвисом, и 26 сентября Би-би-си объявила, что в 2005 году телесериал «Доктор Кто» производства BBC Wales вернётся на телеканал BBC One. Таким образом, статус анимационного сериала «Крик Шалка» оказался под вопросом ещё до выпуска.
После выхода «Крика Шалки», в феврале 2004 года, планы на его продолжение были свёрнуты. Сперва было неясно, какой версией будет новый Доктор на телевидении, Девятым или Десятым, но в апреле 2004 года в интервью для журнала «Doctor Who Magazine» Дейвис заявил, что новый телевизионный Доктор в исполнении Кристофера Экклстона станет Девятым Доктором, из-за чего Доктор Ричарда Э. Гранта стал альтернативным Доктором. Дейвис позднее прокомментировал в «Doctor Who Magazine», что Грант никогда не рассматривался им на роль в телесериале: «Мне он показался ужасным. Я подумал, что он взял деньги и убежал, если честно. Это было ленивое исполнение. Они никогда не был в нашем списке на роль Доктора». Лицо Гранта впоследствии появилось наряду с другими инкарнациями Доктора в эпизоде 14-го сезона «Плут», после того как шоураннером сериала вновь стал Дейвис.

## Новеллизация
Новеллизация «Крика Шалки» написана сценаристом анимационного сериала Полом Корнеллом. Книга также включает в себя детали создания анимационного сериала, а также первоначальные наброски истории «Слуги Шалакора» (англ. Servants of the Shalakor — рабочее название анимационного сериала).

## Критика
В 2017 году как часть серии «The Black Archive» издательством Obverse Books была опубликована книга-критика «Крика Шалки» авторства Джона Арнольда. В нём подробно описываются ключевые моменты истории и процесс производства, а также рассматривается бывшая в планах история-сиквел «Кровь роботов» (англ. Blood of the Robots). В этой книге также стало известно, что аудиодрама производства Big Finish Productions «Immortal Beloved» первоначально должна была стать сиквелом «Крика Шалки», но в итоге была адаптирована для Восьмого Доктора.

## Релиз на DVD
Британский совет по классификации фильмов дал разрешение на выпуск на DVD всех шести эпизодов сериала. В марте 2007 года клипы из сериала вышли на DVD как часть «Flash Frames», документального фильма на DVD-релизе восстановленной истории «Вторжение» (1968). Сама история вышла на DVD в регионе 2 16 сентября 2013 года.